# Leffingeleuren
Leffingeleuren is een driedaags muziekfestival dat jaarlijks rond het midden van september plaatsvindt in Leffinge.

## Geschiedenis
De eerste editie van Leffingeleuren vond al in 1977 plaats, net als de eerste concerten in café De Zwerver. In de beginjaren kwam vooral folk, jazz en blues aan bod. Later kwam daar ook pop, rock en reggae bij. Vanaf midden jaren ’90 groeide de aandacht voor hiphop en dance. Nu komt er een breed spectrum aan muziek aan bod: pop en rock, maar ook hiphop, reggae, ska, dub, metal, hardcore punk, drum 'n bass, electro, techno, electronica, chanson, folk, funk, blues, soul, world, jazz,…
De 39e editie van Leffingeleuren (18-19-20 sept 2015) stond in het teken van de terugkeer naar de roots, met een focus op te ontdekken jong talent, het ontmoeten van mensen en het genieten van de muziek en de omgeving.
Het festival-nieuwe-stijl kan in twee delen worden opgedeeld. Enerzijds zijn er de betalende concerten die plaatsvinden in Zaal en Café De Zwerver en in de concerttent (de Kapel). Daarnaast is er ook een gratis gedeelte. In een cirkel rond de kerk komen onder meer een tiental foodtrucks, een dj-podium, het Busker Street-podium met vooral lokale en jonge artiesten, verschillende originele bars (bier, koffie, wijn, cocktails), een zestal straattheater-acts, kunst i.s.m. Beaufort, licht-animatie (mapping) i.s.m. Cinémobiel en innovatie i.s.m. Barco.

## Huistekenaar
Sinds 2022 is Lapere Nastja de huistekenaar van Leffingeleuren. Na elke editie maakt hij illustraties die gebeurtenissen van het festival in beeld brengen. Deze worden gepubliceerd op de officiële website en Instagram-pagina van Leffingeleuren. Daarnaast is hij ook medewerker van het festival en actief als barman in muziekclub De Zwerver, de organisator van het evenement.

## Bijzonderheden
- Vanaf zijn 40e editie keerde Leffingeleuren terug naar de "roots". Het festival vond dan terug plaats rond de kerk, in het hart van het dorp.
- LeffingeLeuren wordt gezien als de afsluiter van de Belgische festivalzomer.
- Leffingeleuren vond de eerste keer plaats in 1977 en wordt georganiseerd door vzw De Zwerver.
- Arno en The Van Jets spelen er in hun achtertuin.
- Op 20 september 2008 was Leffingeleuren uitverkocht, headliner was Goose.
- In 2008 speelde Goose hun laatste live-optreden voor ze in de studio doken om hun tweede album op te nemen.
- In 2008 gaven Ghosts er hun eerste Belgische optreden.
- In 2009 was er een recordaantal bezoekers aanwezig, zo'n 17.000 mensen. De vrijdag en zaterdag waren op voorhand uitverkocht.
- In 2010 was er een recordaantal bezoekers van 19.000 mensen aanwezig mede mogelijk gemaakt door de uitbreiding van het festival